# Hohentannen
Hohentannen (toponimo tedesco) è un comune svizzero di 597 abitanti del Canton Turgovia, nel distretto di Weinfelden.

## Storia
Nel 1999 Hohentannen ha inglobato il comune soppresso di Heldswil. Fino al 2010 ha fatto parte del distretto di Bischofszell.

## Società

### Evoluzione demografica
L'evoluzione demografica è riportata nella seguente tabella (con Heldswil):
Abitanti censiti

## Geografia antropica

### Frazioni
- Heidelberg[1]
- Heldswil[3]
  - Bernhausen
  - Hüttenswil
- Hummelberg[1]
- Oetlishausen[1]

## Amministrazione
Ogni famiglia originaria del luogo fa parte del cosiddetto comune patriziale e ha la responsabilità della manutenzione di ogni bene ricadente all'interno dei confini del comune.